# آبشار بلنکو
آبشار بلنکو (به انگلیسی: Blencoe Falls) آبشاری است که در کشور استرالیا واقع شده‌است و بلندترین ریزشگاه آن ۳۲۰ متر ارتفاع دارد. حوضهٔ آبریز این آبشار، رود بلنکو است.